# Szarif Szajh Ahmed
Szarif Szajh Ahmed (arab. الشيخ شريف شيخ أحمد, ur. 25 lipca 1964 w Chabila) – somalijski bojownik i polityk, przywódca Unii Trybunałów Islamskich od 2005 oraz przewodniczący Sojuszu na rzecz Wyzwolenia Somalii od 2007. Prezydent Somalii od 31 stycznia 2009 do 20 sierpnia 2012.

## Życiorys
Sharif Ahmed urodził się w 1964 w Chabili w somalijskiej prowincji Shabeellaha Dhexe. Pochodzi z klanu Hawiye. W latach 80. XX w. studiował geografię i język arabski na uniwersytecie w Libii oraz Uniwersytecie Kordofańskim w Sudanie. W 1998 wrócił do Somalii i pracował jako nauczyciel geografii, języka arabskiego i nauk religijnych w szkole średniej. Mówi w języku arabskim, somalijskim i angielskim.
W 2002 przeniósł się do Jawharu, gdzie rozpoczął współpracę z Mohamedem Dhere, miejscowym watażką kontrolującym region i walczącym z rządem centralnym. Ahmed został przewodniczącym regionalnego sądu w mieście, który miał nadzorować wprowadzanie w życie islamskiego prawa szariatu. Współpraca z Dhere nie trwała jednak długo i Ahmed udał się następnie do Mogadiszu, gdzie rozpoczął pracę jako nauczyciel w szkole średniej.
Przebywając w stolicy angażował się w działalność tworzonych sądów islamskich. W 2004 został jednym z islamskich liderów, a w 2005 został wybrany przewodniczącym Unii Trybunałów Islamskich, postulującej utworzenie w Somalii państwa islamskiego. Szarif Ahmed był umiarkowanym przedstawicielem trybunałów. W 2006 Unia Trybunałów Islamskich na sześć miesięcy przejęła władzę w stolicy. Pokonana została dopiero w grudniu 2006, dzięki interwencji wojsk etiopskich. Ahmed ogłosił wówczas dżihad przeciw Etiopii i wezwał bojowników do zjednoczenia w walce.
Po przegranej z wojskami Etiopii, Ahmed wycofał się w kierunku granicy z Kenią. 21 stycznia 2007 został zatrzymany w pobliżu granicy przez kenijską policję. 1 lutego 2007 został jednak zwolniony i następnie wyjechał do Jemenu.
We wrześniu 2007 w Asmarze w Erytrei brał udział w tworzeniu Sojuszu na rzecz Wyzwolenia Somalii (ARS, Alliance for the Re-liberation of Somalia), organizacji mającej walczyć z wojskami etiopskimi przebywającymi w Somalii oraz Tymczasowym Rządem Federalnym. W maju 2008 sojusz rozpadł się kilka grup. Wystąpili z niego radykałowie, sprzeciwiający się podjęciu rozmów z rządem federalnym. W sojuszu pozostali wówczas umiarkowani islamiści na czele z Ahmedem. Ahmed zdecydował się na rozmowy z rządem premiera Nur Hassana Husajna, które toczyły się w Dżibuti od 31 maja 2008 do 9 czerwca 2008. 9 czerwca 2008 obie strony podpisały porozumienie, które przewidywało 90-dniowy rozejm, wycofanie w ciągu 120 dni sił etiopskich z Somalii i rozmieszczenie w ich miejscu pokojowych sił międzynarodowych, a także nieograniczony dostęp organizacji humanitarnych do rejonów dotkniętych działaniami wojennymi.
W październiku 2008 Ahmed i kierowany przez niego ARS zawarli kolejne porozumienie z rządem federalnym, które zakładało powołanie wspólnego rządu jedności narodowej oraz poszerzenie parlamentu o członków ARS. W styczniu 2009 ustalono zwiększenie liczebności parlamentu z 275 do 550 członków, z czego 200 mandatów zostało przeznaczonych dla ARS.

## Prezydent
26 stycznia 2009 Szarif Ahmed ogłosił swoją kandydaturę w wyborach prezydenta Somalii po tym, jak z tego urzędu zrezygnował miesiąc wcześniej Abdullahi Yusuf. 30 stycznia 2009 zwyciężył w drugiej turze wyborów, pokonując trzynastu innych kandydatów. Wyboru prezydenta dokonał parlament, powiększony o członków ARS i obradujący w Dżibuti z powodu niestabilnej sytuacji w Somalii.
W swoim przemówieniu Ahmed obiecał powołanie uczciwego rządu oraz utrzymywanie przyjaznych stosunków z sąsiadami w Afryce Wschodniej. Wezwał również wszystkie grupy bojowników do przyłączenia się do procesu pokojowego. 31 stycznia 2009 został zaprzysiężony na stanowisku prezydenta w Kempinski Hotel w Dżibuti. 1 lutego 2009 udał się w swoją pierwszą podróż, na 12. Szczyt Unii Afrykańskiej do Addis Abeby.
8 lutego 2009 radykalne islamistyczne bojówki Hizbul Islam oraz Al-Szabaab wypowiedziały wojnę rządowi prezydenta Ahmeda. 18 kwietnia 2009 parlament Somalii uchwalił wprowadzenie w całym kraju szariatu, czyli prawa muzułmańskiego.
9 czerwca 2011, po kilku miesiącach sporu, prezydent Ahmed oraz przewodniczący parlamentu Szarif Hassan Szajh Aden podpisali porozumienie w Kampali, wynegocjowane przez wysłannika ONZ oraz prezydenta Ugandy Yoweriego Museveniego, której wojska stanowiły trzon misji pokojowej Unii Afrykańskiej stacjonującej w Somalii (AMISOM). Porozumienie polityczne było konieczne, gdyż mandat władz tymczasowych dobiegał końca w sierpniu 2011, a somalijski prezydent i przewodniczący parlamentu różnili się w kwestii rozwoju dalszej sytuacji. Podczas gdy pierwszy z nich optował za przedłużeniem mandatu, drugi obstawał przy przeprowadzeniu wyboru prezydenta i nowego przewodniczącego parlamentu zgodnie z harmonogramem. Na mocy podpisanego porozumienia mandat władz tymczasowych przedłużony został o rok, do 20 sierpnia 2012, kiedy miały zostać przeprowadzone wybory. Porozumienie zakładało także rezygnację urzędującego gabinetu premiera Mohameda w ciągu 30 dni i powołanie nowego rządu, co zdaniem komentatorów było jednym z warunków wysuniętych przez Adena.
Wkrótce po ogłoszeniu warunków porozumienia i konieczności dymisji premiera, w Mogadiszu doszło do kilkudniowych protestów społecznych sprzeciwiających się jego ustąpieniu. Również premier Mohamed odmówił odejścia ze stanowiska i zażądał przedłożenia porozumienia z Kampali do akceptacji parlamentu. Stwierdził, że decyzja o jego dymisji znajduje się kompetencji parlamentu i ustąpi wyłącznie po przyjęciu przez izbę tegoż porozumienia. Jednakże 19 czerwca 2011 ogłosił swoją dymisję, stwierdziwszy że zdecydował się na taki krok, "mając na uwadze interes narodu somalijskiego i aktualną sytuację w Somalii". Obowiązki szefa rządu, do czasu powołania nowego szefa rządu, przejął wicepremier Abdiweli Mohamed Ali. 23 czerwca 2012 prezydent mianował go na stanowisko premiera, a 28 czerwca 2012 kandydaturę tę zatwierdził parlament.
19 lutego 2012, w Garoowe na obszarze Puntlandu, prezydent Sharif Ahmed  podpisał razem z prezydentem tego terytorium Abdirahmanem Mohamudem Farole, przywódcą Galmudugu Mohamedem Ahmedem Alinem oraz liderem organizacji zbrojnej al-Sunna Wal Jamaaca porozumienie polityczne w sprawie wyboru nowych władz po zakończeniu 20 sierpnia 2012 mandatu przejściowej administracji. W porozumieniu nie uczestniczyli jednakże przedstawiciele dwóch innych największych sił politycznych, Somalilandu oraz organizacji islamskiej Al-Szaabab. Porozumienie przewidywało powołanie do 20 sierpnia 2012 w miejsce Tymczasowego Parlamentu Federalnego nowego mniejszego o połowę Federalnego Parlamentu Somalii, złożonego z dwóch izb: 225-ososbowej izby niższej i 54-osobowej izby wyższej. Deputowani do parlamentu mieli pochodzić z wyboru dokonanego przez starszyznę plemienną i odzwierciedlać mozaikę wszystkich klanów zamieszkujących Somalię. Dodatkowo, 30% mandatów zostało przeznaczonych dla kobiet. Nowy parlament dokonać miał wyboru nowego prezydenta, który z kolei uprawniony był do mianowania szefa rządu. Równocześnie, wyłonione w podobne sposób co parlament, Narodowe Zgromadzenie Konstytucyjne miało przyjąć nową konstytucję kraju.
W lutym 2012 prezydent uczestniczył również w międzynarodowej konferencji w Londynie poświęconej sprawom Somalii, na której 55 państw przyjęło wspólny plan, w którym zobowiązało się do zwiększenia wysiłków na rzecz walki z terroryzmem w Somalii i wspierania w tym zakresie Unii Afrykańskiej, wzmożonej walki z piractwem, a także poparło porozumienie z Garoowe i plan powołania nowych, stałych władz w Somalii do sierpnia 2012. Z kolei 28 czerwca 2012 prezydent spotkał się z w Dubaju z prezydentem Somalilandu Ahmedem Mohamoudem Silanyo. Było to pierwsze spotkanie przywódców dwóch krajów od czasu ogłoszenia przez Somaliland niepodległości w 1991. Prezydenci podpisali wówczas porozumienie o współpracy (tzw. Karta Dubajska), zakładające wzmocnienie wzajemnych stosunków oraz podjęcie wysiłków na rzecz osiągnięcia porozumienia w kwestiach spornych i dążenia do stabilizacji w regionie.
23 czerwca 2012 przedstawiciele najwyższych władz Somalii, a wśród nich prezydent, premier i przewodniczący parlamentu, przyjęli projekt nowej konstytucji. 1 sierpnia 2012 tego samego dokonało Narodowe Zgromadzenie Konstytucyjne, wybrane przez starszyznę, która dokonała również wyboru deputowanych do nowego parlamentu. 20 sierpnia 2012, zgodnie z harmonogramem porozumienia prezydent Sharif Ahmed ustąpił ze stanowiska. Tego samego dnia zaprzysiężony został nowy Federalny Parlament Somalii, a obowiązki szefa rządu przejął jego tymczasowy przewodniczący Muse Hassan Abdulle, który 28 sierpnia 2012 przekazał je nowemu przewodniczącemu Mohamedowi Osmanowi Jawariemu. Sharif Ahmed został jednym z kandydatów na urząd prezydenta, którego wybór należał do prerogatyw parlamentu.
W wyborach 10 września 2012 przeszedł do drugiej tury głosowania razem z Hassanem Sheikhiem Mohamudem, premierem Abdiwelim Mohamedem Alim oraz Abdulkadirem Osoble. W drugiej turze głosowania, po wycofaniu się z niej dwóch ostatnich kandydatów, przegrał jednakże z Mohamudem.